# Jaskinia Zanokcica

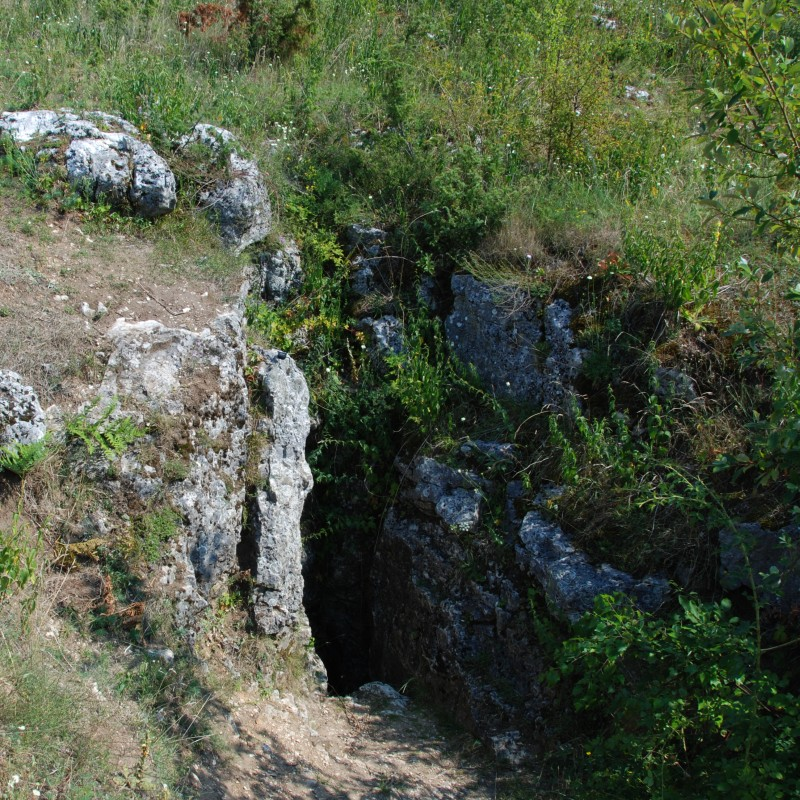

Jaskinia Zanokcica – niewielka jaskinia na szczycie Góry Zelce (Jura Wieluńska).
Nazwę zawdzięcza występującej tu paproci – zanokcicy skalnej. Szata naciekowa w jaskini została mocno zniszczona podczas eksploatacji kalcytu. 